# 自贡移民文化
自贡市是中國四川省的一个移民城市，是一个具有开阔胸襟、广纳百川的城市，是一座从来没有过城墙的城市。自贡经过战乱后，原著居民几近殆亡，明朝和清政府组织了大规模的“湖广填四川”移民潮。移民从四面八方涌入这座城市，形成了包容性的文化。

## 來源
井盐业是一个必须务实且具有开拓冒险精神方能成功发达的实业。实业使自贡人从传统中走过来，但又不囿于传统。甚至整个城市连封闭的象征物城墙也不需要。实业是井盐业的本质特征，开拓和冒险，从文化意义上反映了盐与这座城市的理性关系。随着生产和城市的发展，自贡以平和开放的胸怀，绵绵不断地接纳着来自四面八方的人们，于是，“王三畏堂”的祖先从湖北来了，“李四友堂”的祖先从河南来了，“胡慎怡堂”和“李陶淑堂”的祖先从江西来了，“颜桂馨堂”的祖先从广东来了。自明末清初以来，在短短的二三百年间，陕西人修建了“西秦会馆”，湖南、湖北人修建了“禹王宫”，贵州人修建了“霁云宫”，福建人修建了“天后宫”，广东人修建了“南华宫”，一时间，在自贡这片土地上会馆林立，方言荟萃。四面八方的人来了，带来了四面八方的社会资金，而更重要的是，不同地域的文化在这里汇集、交融和升华，形成了这座移民城市开放的气质、非凡的智慧和创新的精神。
外省人热爱这片土地。他们写下了“万里因循成久客，故乡无此好湖山”的楹联挂在新家的大门两侧，成了这里的主人。古老的城市，小镇，城楼，建筑，这些中华民族几千年历史的存证，是每一个华夏子孙血脉中的记忆，它们让人们产生萦绕不去的怀念。故乡，是每一个游子魂牵梦萦的地方，移民到自贡的外省盐商也不例外。外省人或外地人在自贡这片土地上，为汇聚乡人，共叙乡情，相互提携，修筑了大量的会馆。会馆建筑是一个复杂的综合体，它作为明清时期一种重要的公共建筑，反映了社会政治、经济、生活、文化等多方面的内容。自贡会馆建筑作为一个在特殊城市经济体系下产生的会馆建筑类型，有其特殊的形式及文化内涵。自贡的会馆可分为同乡会馆、行业会馆、同乡兼行业会馆。自贡的会馆文化在清朝和民国都相当著名。

## 近代移民歷史
国民政府迁都重庆后，自贡移民进入又一个高峰时期，主要移民群体有：盐务及市政管理人群，如川康盐务管理局局长，先后任市政筹备处处长、自贡市市长的国民政府主要官员。虽然这一群体都是由上峰委命派任的，但其才干、学识、能力及他们的作为，均在上峰委派时充分考虑其与自贡战时军事、政治、盐业工业经济的城市地位相匹配，并有自己任内的建树。第二个群体是经济实业群体，如淮帮运商之大业盐号、大吕裕、久大盐业、大陆等淮商陆续进入自贡盐运，李桐林、陈予显、李烛光等著名淮商先后莅临，并委派亲信骨干长驻自贡办运，范旭东等中国盐化工业的开创者群体更是将久大公司移办于自贡，公司管理人员、实业人员及技术人员纷至沓来，对自贡盐业生产现代化及向盐化工转型，贡献至伟。第三个群体是教育文化医疗卫生群体。当时自贡市蜀光中学、旭川中学的办学骨干力量，大多是从内迁后方办学的著名高校毕业生中选聘的“下江人”，蜀光中学建设规模仿重庆南开中学，秉承南开校长一脉的办学思想。旭川中学便从国立中央大学毕业生中一次选聘30余人执教。
“三线建设”开始后，陆续从北京、天津、上海、重庆、杭州、哈尔滨、抚顺、株洲等地迁入自贡的企事业单位近二十家，十年间内迁的各地人员超过一万，这些外地人占自贡企业职工总数的将近一半。一些内迁工厂特别是大中型的内迁工厂，形成一个状似“小社会”的特殊社区，在这个小区域里，形成特色鲜明的“厂话”，即从迁移地所带来的地方口音，从口音就能判断出是哪个企业的职工。这些“献了青春献子孙”的建设者的到来，不仅使自贡的工业地位明显增强，而且给这片土地注入了新时代文化的生机与活力。东北人的豪爽、北京人的正直、上海人的精明会过日子，都为自贡移民文化注入了新的内涵，成为独特的“三线建设”文化记忆。三线建设的工厂内迁，是自贡历史上又一次移民高潮，它使得自贡市的族群和文化更加多元化。海纳百川、兼容并包的自贡人与外省人相处和谐融洽，从来没有发生过的族群冲突和纠纷，外省第二代、第三代已经完全融合成为新一代的自贡人，为自己土地的光荣历史和梦想感到骄傲。
自贡市的移民比例远远高于四川省平均水平，人口结构以外省移民为主。然而，如今，自贡从一个人口净迁入城市变成一个人口净迁出城市，全市四区两县大约有40万人在外地工作或学习。

## 會館
- 西秦会馆，位于老城区的解放路，盐业历史博物馆设在馆内。寺名武圣宫，主供关帝神位，亦称关帝庙，俗称陕西庙。西秦会馆为中华会馆之最，是清朝乾隆初年由陕西籍盐商自流井经营盐业，发家致富，集资修建的同乡会馆。曾是中华民国自贡市国民政府的所在地。今天的自贡市盐业历史博物馆，已经成为自贡的象征之一。
- 南华宫，位于自贡贡井区老街街尾，与之毗邻的会馆建筑还有贵州庙、湖广庙，但都因利用不当，成为危房。只有南华宫尚可进入。南华宫是广东商人修建的会馆。
- 天后宫，又称马祖、妈祖庙，始建于清咸丰、同治（1851一1862）年间，福建人所建，坐落在旭水河贡井城区段的北岸百数米、天池山南麓小地名叫郭家湾的地方，坐北向南，依山傍水。福建人在自贡市贡井区修筑的“天后宫”在抗日战争时期，作为抗日战争阵亡将士之子女栖息之所“儿童福利保育院”驻地之一，接待过宋蔼龄、宋庆龄、宋美龄三姐妹慰问孤儿，其佳话流传至今。
- 湖广会馆，又叫禹王宫、湖广庙或两湖会馆，坐北朝南。其庙建筑宏大，气势雄伟，制式古朴，与贡井其他的庙宇大同小异。它有正殿两重、配殿一横、东西厢房及大小庭院数十间；正中建有戏台，游楼环抱；山门面向旭水河。
- 贵州庙，又名荣禄宫、黔省会馆，为贵州商人会馆，建于清代雍正年间（1723一1735） ，坐落老街十字口西（今新华街 21 号）。殿宇式建筑制式，质朴恢宏，木石刻依然精美，侧院后门风格传统、碎瓷镶嵌，精美玲珑。
- 炎帝宫，坐落在釜溪河南岸，面向张家沱。它的前身是由清嘉庆初年来自江津、南川一带的烧盐工人自发形成的“堆金会”，这本是工人们相互帮助、解决临时困难而集约的一个基金会。后又积累资金，于道光五年（1825年）修建“火神庙”，供奉“火神”，后供奉“炎帝”，即上古神农皇帝，便改名为“炎帝宫”。在近百年的风风雨雨中，炎帝宫里里外外发生过许多事件，其多数是为帮会利益的斗争。光绪初年的掉换毛钱和灶户打官司；民国初年为每锅增工钱四百文与灶商会的罢工斗争；在抗日战争时1939年盐工反抓壮丁的总罢工；1941年争取被遣散工人的遣散费，攻打国民党市党部，盐工们以生命和鲜血得来《各类盐工遣散给资办法》；1949年11月盐工代表在炎帝宫举行会议，动员盐工们保卫盐场。
- 贡井江西庙，即万寿宫、豫章会馆，面积广阔，地跨两街（老街、新街），建筑奇雄，金碧辉煌，堪称会馆之最。配有东西庭院、大小花厅。戏台走楼环绕大殿，钟鼓二楼形成八角亭耸立两侧。亭楼四角飞檐，悬有铜铃，风摇铃动，叮咚发音，闻其声可知风力强弱，咸称其物。庙供许真君神像。自大山门至小山门，有半月形的敞坝贯通，招来江湖上惊、疲、飘、册各行各业摆摊设点，俗有扯谎坝之称。民国以来，为警察局据为兵营。抗日战争为旭川中学校址。国共内战时期改为粮仓直到现在。
- 贡井陕西庙，又名西秦公所，在今河街二组。“两重殿宇，有戏台走楼，建于清嘉庆初年，系陕西人来贡井掘井大获收益，由于人多而建此庙。东西厢房建时较早故庙形古朴”。
- 仙滩南华宫和天上宫，仙滩位于釜溪河下游，是釜溪河冲积而成的一个浅滩区。这是广东、福建的盐商迁徙到自贡时修建的。天上宫始建于1850年，南华宫始建于1862年。均有戏楼、疏楼、院坝、大殿、厢楼等建筑，剖面上同样是分为戏楼、院落、正殿三台，级级升高，三段式布置。南华宫、天上宫左右两厢跨过街道，与其融为一体，成为街道中的主要建筑。在南华宫碑计中发现了这样的记载:“门厅、戏楼、疏楼、大殿、耳房、陪房、庞屋，皆口寺庙、民间建筑为一整体。循序渐进渐高，升合起伏，条井分明。疏楼下四‘城门’自通左右街道，启闭自如，制人流，控应变，防未然，巧妙之极，奇特罕见。”这时的两厢并不仅仅是一种单纯的过街楼，而是起到了“城门”的作用，具疏散和防御功能。而天上宫的外观形式上可以很明显的发现客家土楼的痕迹。在广东、福建交界处的客家人原来是三国两晋以来为了逃避北方战乱而迁移至南粤的中原移民。几百年来，在粤地亦是聚众独居，自成体系。其具有明显防御功能的土楼形似碉堡，外墙厚达1公尺左右，高2-5层不等，洞口高而小，为了登高以观察周围形式，在墙上部转角处常设有炮楼挑出少许。仙滩天上宫临河的一面外观上与这种土楼的外观非常相似，同样是高高的墙体，整个墙上只在高处开几个小洞，显得封闭厚重。从河对岸望去，一派“登高以重望敌情，墙厚以阻敌攻。”的土楼遗韵。近看却见此“土楼”皆为砖石造，是客家防御意识与地方材料相结合的产物。整个天上宫矗立在高高河堤之上，掩映在绿树民居之间，显得森严庄重，格外突出。
- 赵化两湖会馆，赵化在釜溪河上游，随着盐业经济的发展，形成了一个盐运重镇。赵化两湖会馆曾经有三进院落，正厅、中殿、正殿、厢房齐备。在自贡会馆建筑中算是规模较大者。但是现在主体建筑己毁。这里是“戊戌六君子”之一的刘光第出生的地方。
- 王爷庙，运商会馆，座落在自贡市中区的釜溪河畔。随着盐业繁荣，本地运输商人为与外籍盐商抗衡，在釜溪河流经沙湾水深浪急的夹子口建庙。为求镇江王爷保佑船只一路平安，成为王爷庙。有两大特色为“庙中通大路”和“正宗川剧舞台”。
- 井神庙，坐落于天池山南麓老鸽坡，始建于清嘉庆年间殿宇式建筑制式建筑面积 2000 平方米。贡井盐商所建供奉颜、梅二公（一说供奉井神梅泽），为本地井灶商之会馆。井神庙是自贡本土仅存祭祀井神之会馆。
- 牛王庙，建在今大安区大冲头长堰塘坡上、九安寨坡下的半山腰处，四周100米内无其他建筑。牛王庙始建于清同治四年（1865年），同治十年（1871年）完成，耗银万余两。牛王庙殿宇宽敞，有戏台也有抱楼，除供奉牛王外，还供奉有财神和火神，各有泥塑神像。自贡盐场在民国四年以前没有蒸汽动力，主要采用牛做动力。当时，用作采卤动力的一般是水牛。牛在盐场的地位如此重要，因此每年农历十月初一牛王的生日都要举办牛王会。王三畏堂对井牛怀有敬畏感恩思想，井上退役下来的老牛，不直接送汤锅铺宰杀，而是送到牛王庙旁边的空地养起来，直到寿终正寝。
- 自流井川主庙，位于自流井区富台山社区3组，坐东南向西北，供奉四川本土乡神——川主李冰父子。是由居于自贡的四川土著建造的。修建于清嘉庆五年（1800），建筑占地面积约670平方米。整体建筑结构为四合院布局，由大殿、戏楼、厢房组成，四周山墙环绕，悬山式屋顶，小青瓦屋面，穿斗式梁架结构。
- 桓侯祠 自流井本地的屠沽工人会馆，位于自贡市区中华路口，俗称张爷庙，又叫张飞庙，临街而建，并且建在一处小山坡的路坎边上，因此人们进去必须登坡仰视，大门板上线刻的张飞像，怒发横眉，雄姿英发，使人肃然起敬。桓侯宫始建于清乾隆年间，咸丰末年初烧毁、同治年间重修，并在同行中商议“每宰猪一支，按行规抽钱贰伯文”，经过众人的缁铢积累，终于在光绪元年（1875年）落成。桓侯宫既是当时屠沽行业祭祀奉神的会馆，也是他们维护自己利益，决议重大事项的场所。